# 빅 숀
숀 마이클 레너드 앤더슨 (Sean Michael Leonard Anderson) (1988년 3월 25일 ~ )은 빅 숀으로 알려진 미국 미시간주 디트로이트 출신 래퍼이다. 2007년 카니예 웨스트의 GOOD 뮤직과 계약을 시작으로 이듬 해 데프 잼 레코딩스와, 이어 2014년 락 네이션과 계약을 맺었다. 여러 믹스테잎 발매 후 2011년 데뷔 음반 Finally Famous를 발매하였고 2013년에 2집 Hall of Fame을 발매하였다. 2015년엔 3집 Dark Sky Paradise를 발매하였고 빌보드 200 차트에서 1위에 기록되었다.

## 생애 및 경력

### 1988–2003: 유년 시절 및 경력 초기
숀 마이클 레너드 앤더슨은 1988년 3월 25일, 캘리포니아주 샌타모니카에서 부모인 미라와 제임스 앤더슨 사이에서 태어났다. 빅 숀이 태어나고 3개월 후 미시간주 디트로이트로 옮겨 교사였던 어머니와 할머니와 함께 자랐다. 디트로이트 완돌프 학교를 다니고, 평균 학점 3.7점으로 캐스 기술 고등학교를 졸업했다. 빅 숀 노래에서 종종 "웨스트 사이드"를 들을 수 있는데 고향인 디트로이트 서부를 가리키는 것이다. 고등학교 졸업 무렵, 디트로이트 힙합 방송국이었던 WHTD가 개최하였던 랩 배틀 대회에서 랩 실력을 선보였다. 2005년에 카니예 웨스트가 102.7 FM에 출연, 인터뷰를 한다는 소식을 접한 빅 숀은, 카니예를 만나기 위해 라디오로 찾아 가 그에게 프리스타일을 선보였다. 처음에 웨스트는 듣기 주저하였으나, 16 마디를 하도록 기회를 주었다. 빅 숀에 의하면, 카니예는 그의 프리스타일을 좋아하며, "카니예와 난 라디오 방송국 정문에, 출입구 한 가운데서 멈췄고 [난 랩을 했다]. 카니예는 날 보더니, 고개를 끄덕였다."고 밝혔다. 프리스타일 이후 숀은 웨스트에게 데모 테잎을 보냈고 2년 뒤, 카니예는 그를 GOOD 뮤직으로 영입하였다.

### 2007–10: 믹스테잎과 인터넷 유명세

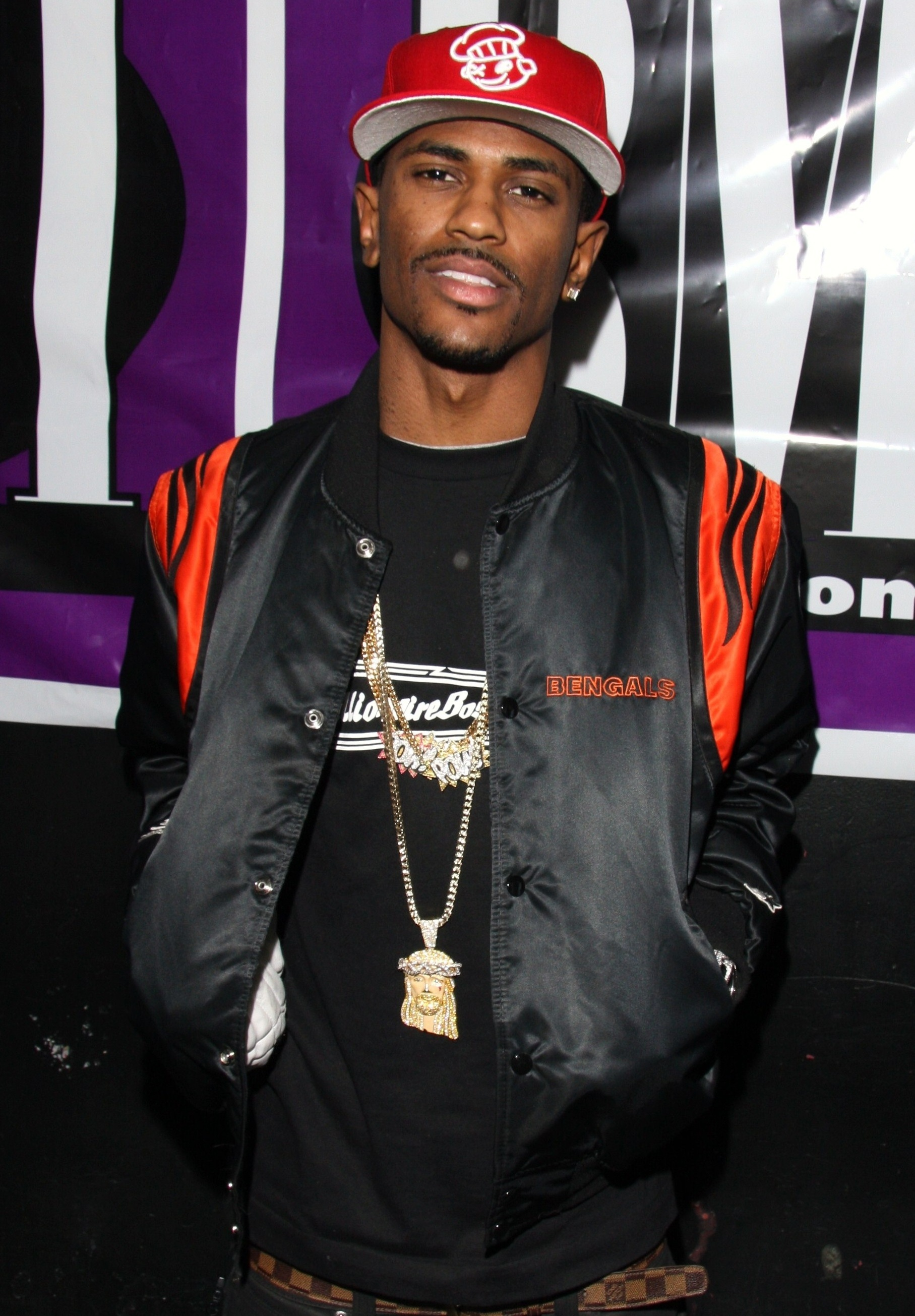
2009년의 빅 숀.

2007년 9월 30일, 빅 숀은 첫 믹스테잎인 Finally Famous: The Mixtape을 발매한다. 그의 히트 싱글이자 라이트랙스가 프로듀스 한 "Get'cha Some"은 더 소스 지와 디트로이트 메트로 타임즈 기사를 필두로 세간의 주목을 받았다. 또한 하이프 윌리엄스와 "Get'cha Some"의 뮤직비디오를 작업하였다. 숀은 2009년 4월 16일, 두 번째 믹스테잎이자 30 트랙이나 실린 UKNOWBIGSEAN을 발매하였다. 이후 2010년 8월 31일, 돈 캐넌이 기획한 그의 세 번째 믹스테잎 Finally Famous Vol. 3: BIG.를 발매하였다. 참여진으로 번 B, 드레이크, 타이가, 커렌시, 돔 케네디, 치디 뱅 등이 참여하였고 20 트랙이 수록되었다.
2010년 4월 30일에는 드레이크와 콜라보레이션 한 트랙 "Made"가 무단 유출되기도 하였는데, 다음 날, 한 사이트와 인터뷰에서 빅 숀은 유출이 된 것에 대해 음악적, 가사면에서 미완성 버전이라 실망스럽다고 밝혔다. 이후 공식 페이스북 페이지를 통해서 그의 데뷔 음반 Finally Famous & Consequence's Cons TV가 오는 2010년 9월 4일에 발매될 것이라고 알렸으나 8월 31일, 빅 숀은 트위터를 통하여 예정일에 나오지 않고 2011년 언젠가 발매될 것이라고 밝혔다.

### 2011–12:Finally Famous와 메인스트림에서의 성공
컨스피레이시 월드와이드 라디오와의 인터뷰에서 빅 숀은 카니예 웨스트와 노 I.D.와 데뷔 음반 작업 중임을 밝혔고 음반의 첫 싱글로 노 I.D. 프로듀싱, 크리스 브라운이 피쳐링한 "My Last"라고 밝혔다. 아마존 닷컴에 의하면 빅 숀의  Finally Famous 발매일을 한 주 연기되었고, 잠정 발매일을 6월 28일로 잡았다. 빅 숀은 이후 음반 아트워크 공개와 함께 GOOD 뮤직 합류를 알리며, 샘플 클리어런스 문제로 한 주 연기된 것이라고 밝혔다. 이후 6월 7일, 공식 트랙리스트가 공개되었다.

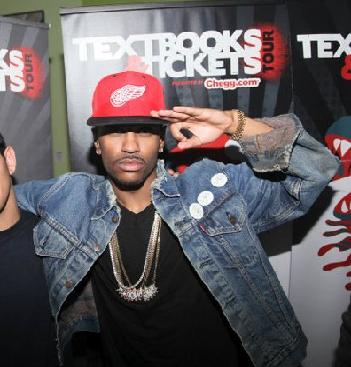
2011년의 빅 숀.

2011년 6월 28일, 빅 숀의 데뷔 음반 Finally Famous가 발매되었다. 싱글 "My Last", "Marvin & Chardonnay"와 "Dance (A$$)"를 싱글을 발매하여 히트하였고, 참여진으로 카니예 웨스트, 노 I.D., 존 레전드, 퍼렐 윌리엄스, 니키 미나즈, 푸샤 T 등이 참여하였다. 2011년 7월에 새 믹스테잎이 추측되는 곡들인 "O.T.T.R."과 "Flowers"가 유출되었는데, 발매일에 가진 인터뷰에서 자신과 다른 두 명의 힙합 아티스트와 콜라보레이션 믹스테잎을 "몇 주 내"로 발매할 것이라고 밝혔다. 믹스테잎 참여 래퍼로 위즈 칼리파와 커렌시가 될 것이라 예상이 되었으나 후에 위즈 칼리파는 믹스테잎 발매는 없으며, 작업한 곡들에 관해서는 "재미로 만든 것 뿐"이라고 말했다.
2011년 9월, 데일리 트라이번과 인터뷰에서 빅 숀은, 2012년 발매를 목표로 2번째 음반 I Am Finally Famous Tour를 작업 중이라고 밝혔다. 10월 19일엔, 카니예 웨스트가 트위터를 통해 내년 봄 GOOD 뮤직 음반이 발매될 것이라고 밝혔다. 2012년 4월 12일, GOOD 뮤직의 컴필레이션 음반 Cruel Summer가 발매되었다. 리드 싱글 "Mercy"는 새로 계약한 프로듀서 리프티드가 프로듀싱, 빅 숀을 비롯한 카니예 웨스트, 푸샤 T, 2 체인즈가 참여하였다. 이후 빅 숀은 4번째 믹스테잎의 제목으로 "Detroit"가 될 것이며 2집의 맛보기가 될 것이라고 밝혔다. 이후 믹스테잎 홍보를 시작하며 그의 유튜브 페이지를 통해 짧은 버전의 수록곡들을 공개하였다.

### 2012-현재:Hall of Fame과 Dark Sky Paradise

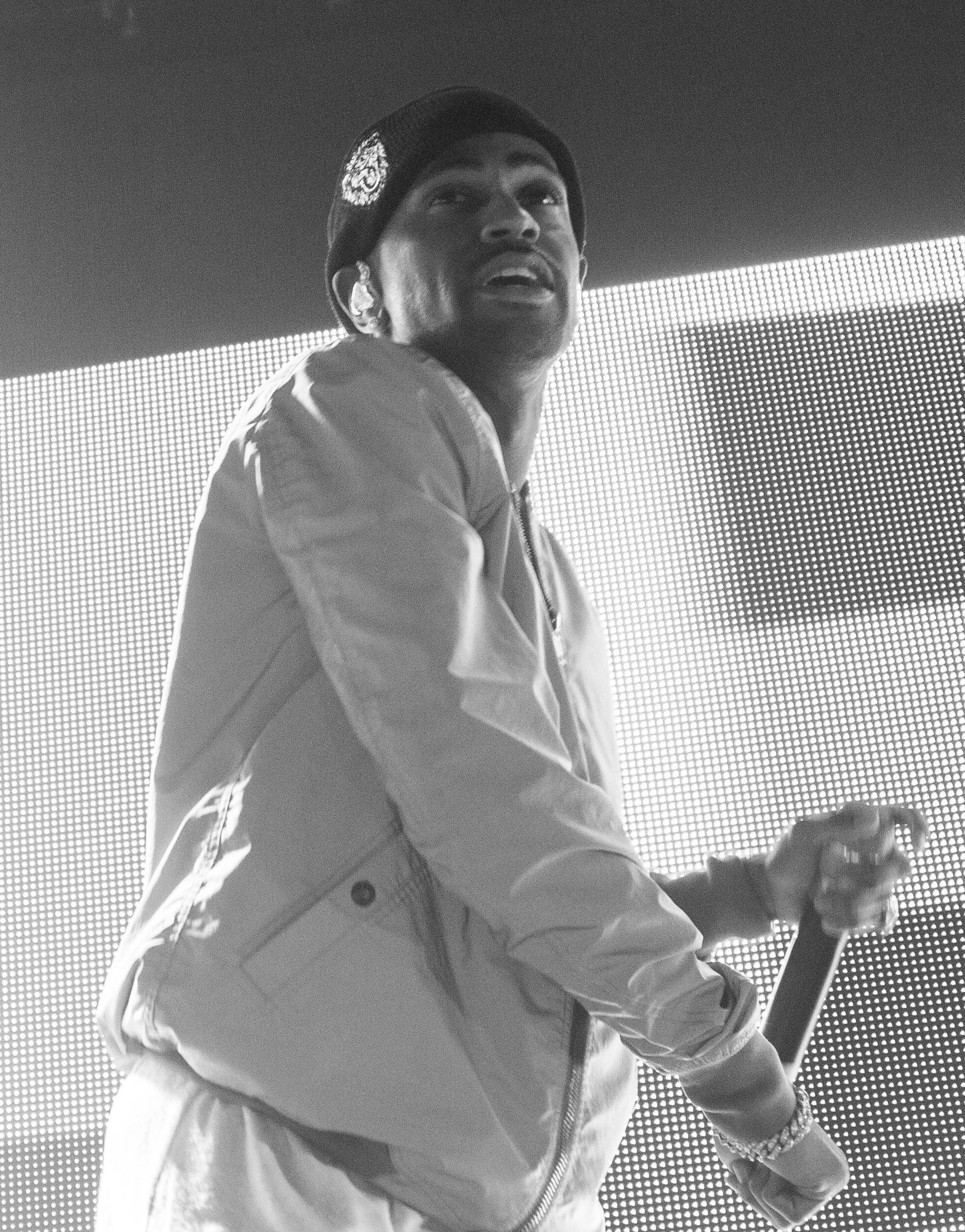
2015년, 공연 중인 빅 숀.

빅 숀은 두 번째 정규 음반 발매일을 미루다 2013년 8월 27일 Hall of Fame을 기습 발매하였다. 나스, 릴 웨인, 니키 미나즈, 영 지지, 주시 J, 제인 아이코, 미구엘 등이 참여하였다. 제작 과정엔 노 I.D.와 키 웨인의 주도로 히트-보이, 영 찹, 마이크 딘, 트래비스 스콧, 샤푼 존스 등이 프로듀서로 참여하였다. 빅 숀은 또한 인터뷰에서 같은 디트로이트 출신인 에미넴과 함께 스튜디오에 있었다고 밝혔는데,숀은 "디트로이트 명반"을 만드려고 했으나 "시간 문제" 때문에 Hall of Fame에 참여할 진 불확실했다고 했다. Hall of Fame은 "Guap", 코먼과 함께 한 "Switch Up", 제인 아이코, 릴 웨인 피쳐링의 "Beware", "Fire", 미구엘과 함께 한 "Ashley". 총 5곡의 수록곡을 싱글로 발매하였다.
Hall of Fame 발매 한 달 전, 빅 숀은 컴플렉스 지와의 인터뷰에서 새로운 관계에서 오는 영감 덕분에 벌써 세 번째 정규 음반을 작업 중이라고 밝혔다. 2014년 9월 12일, 빅 숀은 락 네이션과 계약 발표하였다. 같은 날, DJ 머스타드와 카니예 웨스트가 프로듀싱한 "I Don't Fuck with You", 마이크 윌 메이드 잇 프로듀싱의 "Paradise", "4th Quarter" "Jit/Juke" 총 4곡을 공개하였다. 이후 9월 19일, 싱글 "I Don't Fuck with You"를 발매하였고 스웨이 콜로웨이와의 인터뷰에서 다음 음반에 릴 웨인의 참여를 확정지었다.
2015년 1월 25일, 인스타그램 및 트위터를 통해 커버 아트워크와 카니예 웨스트, 드레이크, 트래비스 스콧, 아리아나 그란데 등 세 번째 정규 음반 참여진을 공개하였다. 다음 날, 음반의 새 트레일러를 게재하면서 2015년 2월 24일 발매일을 공개하였다. 3집 Dark Sky Paradise는 빌보드 200 차트 1위로 데뷔하면서 빅 숀의 첫 1위 음반이 되었다. 이후 리드 싱글 "I Don't Fuck with You"를 비롯, "Blessings", "I Know", One Man Can Change the World", "Play No Games"의 뮤직비디오를 공개하였다.

## 예술성

### 영향
빅 숀은 영향을 준 인물로 카니예 웨스트, 에미넴, 비기 스몰스와 제이 딜라를 꼽았다.

## 사생활
빅 숀은 고등학교 동창 애슐리 매리와 19살 때부터 만나 2013년 초까지 교제하였다. 이후, 2013년 4월부터 배우 나야 리베라와 교제를 시작하였다. 빅 숀은 컴플렉스와의 인터뷰에서 사전에 이미 교제 중이었음을 밝혔다. 빅 숀과 리베라는 2013년 10월, 공식 연애를 인정하였으나 2014년 4월 결별하였다. 2014년 10월, 아리아나 그란데가 빅 숀과의 교제를 밝혔고 숀과 그란데는 2015년 그래미 시상식에 함께 레드 카펫에 오르는 등 공개 연애를 시작하였으나 2015년 4월, 9개월 만에 결별하였다.
2008년 10월 말, 빅 숀은 소스 매거진 스타일 부문에 헤드라인으로 실리기도 하였다. 빅 숀은 기사를 통해 그의 개인적인 스타일과 좋아하는 의류 브랜드로 10 딥, 빌리네어 보이즈 클럽, 베이프라고 밝혔다. 또한 2008년 겨울 시즌 빌리네어 보이즈 클럽 룩북 모델로 참여한 바 있다. 크리스 브라운과 타이가와 함께 꾸준히 Ti$A의 의류, 모자를 착용한다. 또한 아디다스와 후원 게약을 통해 "디트로이트 플레이어" 스니커즈 라인을 발매하기도 하였다.
2013년, 빅 숀은 개인 의류 브랜드인 아우라 골드를 런칭하였다.

### 법적 논란
2011년 4월, 뉴욕 공연에서 성폭행 혐의로 체포되었다. 10월 26일, 그는 2급 불법 구금에 항소하였고, 벌금 750 달러를 선고받았다. 3급 성폭행 혐의는 기각하였다. 숀의 변호사였던 스콧 리먼은 "어느 간통도 저지르지 않았다"고 말했다.

## 음반
- Finally Famous (2011)
- Hall of Fame (2013)
- Dark Sky Paradise (2015)
- Twenty88 (2016)

## 수상 내역

### BET 어워드
- 2012년 최고 신인상 수상

### BET 힙합 어워드
- 2011년 Finally Famous ― 올해의 음반상
- 2012년 리스 퍼펙트 콤보 어워드 수상
- 2013년 Detroit ― 베스트 믹스테잎 수상
- 2015년 "I Don't Fuck with You" ― 베스트 클럽 뱅어, 베스트 콜라보/듀오/그룹, 피플스 챔프 어워드
- 2015년 "Blessings" ― 베스트 콜라보/듀오/그룹

### 그래미 어워드
- 2013년 "Mercy" (feat. Kanye West, Pusha T and 2 Chianz) ― 베스트 랩 송, 베스트 랩 퍼포먼스 후보

### MTV 비디오 뮤직 어워드
- 2015년 "One Man Can Change the World" (featuring Kanye West and John Legend) ― 소셜 메세지 베스트 비디오 수상

## 기타 링크
- 공식 웹사이트